# Flavio Pasquino
Flavio Pasquino (Geleen, 24 juni 1973) is een Nederlands journalist, voormalig wielrenner en zelfverklaard complotdenker.

## Levensloop
Pasquino is zoon van een Nederlandse moeder en Italiaanse vader en groeide op in Limburg. Hij fietste bij de amateurploegen Dextro Energy en Koga Miyata en won in 1993 de jongerentrui in de Ronde van België als Pasquino – nog voordat hij professioneel wielrenner werd– op 23-jarige leeftijd stopte. Op latere leeftijd werd hij alsnog profwielrenner toen hij in 2012 uitkwam voor het Metec Continental Cyclingteam.
Na afloop van zijn wielercarrière werkte Pasquino als wielercommentator bij Eurosport en werd hij actief bij diverse mediaproducties. Zo maakte Pasquino bijdrages voor het televisieprogramma Waskracht en een documentaire over de vuurwerkramp in Enschede voor de KRO, en werkte hij achter de schermen voor onder andere MTV.
Vlak na de introductie van de coronamaatregelen in 2020 startte hij bij Café Weltschmerz waar hij deskundigen met een andere en kritische kijk op het coronabeleid interviewde. In november van datzelfde jaar nog begon hij zijn eigen nieuwsplatform met het YouTube-kanaal blckbx. Hij kwam daarmee in het nieuws nadat hij een politiebezoek kreeg naar aanleiding van een interview met een complotdenker.
Na een hoog oplopend conflict met het bestuur stapte Pasquino in april 2025 op bij blckbx, nadat hij eerder op non-actief was gesteld. Vervolgens begon hij samen met een aantal oud-medewerkers een nieuw kanaal genaamd LightHouseTV.